# La vengeance est mon pardon
Pour plus de détails, voir Fiche technique et Distribution.
La vengeance est mon pardon (La vendetta è il mio perdono) est un western spaghetti italien sorti en 1968, réalisé par Roberto Mauri.

## Synopsis
Durango est un ancien adjoint au shérif qui a abandonné son insigne, découragé de ce que l'unique jurisprudence, dans l'Ouest sauvage, soit celle des armes. Un jour, cependant, sa femme est tuée par une bande de criminels. Alors il cherche sa vengeance.

## Fiche technique
- Titre français : La vengeance est mon pardon ou La vengeance, c'est mon pardon[1]
- Titre original italien : La vendetta è il mio perdono
- Genre : Western spaghetti
- Réalisation : Roberto Mauri
- Scénario : Tito Carpi, Francesco Degli Espinosa, Roberto Natale, Luciana Ribet
- Production : Aurelio Serafinelli pour G.I.A. Cinematografica
- Photographie : Franco Delli Colli, Mario Mancini
- Montage : Nella Nannuzzi
- Effets spéciaux : Nino Battistelli
- Musique : Giancarlo Rizzi
- Décors : Amedeo Mellone
- Costumes : Luigia De Laurentis
- Maquillage : Enzo Baraldi
- Année de sortie : 1968
- Durée : 90 minutes
- Format d'image : 1.85:1
- Langue : italien
- Pays :  Italie
- Distribution en Italie : Variety Distribution
- Date de sortie : 
  - Italie : mars 1968
  - France : 23 décembre 1970[1]

## Distribution
- Tab Hunter : Durango
- Erika Blanc : Joan
- Piero Lulli : John Kildare
- Mimmo Palmara : Jack Quartz
- Daniele Vargas : docteur Frank Decker
- Renato Romano : Frank Mulligan
- Alfredo Rizzo : Bill, le pianiste
- Dada Gallotti : femme de Mulligan
- Solvejg D'Assunta : mère de Lucy
- Ugo Sasso : James McLaine
- Bernardo B. Solitari : Pedro
- Franco Pasquetto : Nat
- Guglielmo Bogliani